# Wilhelmina af Tibell
Wilhelmina af Tibell, född  23 juni 1814 på Rönninge gård i Salems socken, död 28 augusti 1895 på samma plats, var en svensk författare. Hon har blivit mest känd för sitt engagemang för Rönninge och sin bok Beskrifning öfver Uttringe och Rönninge från 1480 till 1870, som utkom 1875.

## Biografi
Wilhelmina af Tibells far var friherre generallöjtnant Gustaf Wilhelm af Tibell av friherrliga ätten af Tibell och hennes halvsyster var författaren Charlotte af Tibell. Hon förknippas med Uttringe gård och Rönninge gård i nuvarande Salems kommun, som hon 1842, då 28 år gammal, tog över sedan hennes mor och bror dött i ”febersjukdom”. Där tillbringade hon hela sitt liv och var även gårdarnas sista enskilda ägare. 
Wilhelmina af Tibell engagerade sig i ortens modernisering. Hon gjorde statare till torpare, lät sjösänka och torrlägga Lillsjön för att få fram mer odlingsbar mark åt både sig och torparna och såg till att järnvägen (Västra stambanan) drogs genom området med en egen hållplats; Rönninge station. Om gårdarnas och Rönninges historia utgav hon 1875 boken Beskrifning öfver Uttringe och Rönninge från 1480 till 1870. Hon förblev ogift.